# La Ferrería
La Ferrería é uma zona arqueológica situada 7 km a sul da cidade de Durango, México, junto da aldeia com o mesmo nome. Trata-se de um sítio pertencente à chamada cultura Chalchihuites, originária do actual estado de Zacatecas.
Os vestígios encontrados apontam para a presença de pelo menos dois grupos humanos, um nómada, mais antigo, e outro sedentário que ergueu as construções que todavia se podem ver no local.
Os habitantes de La Ferrería subsistiam basicamente da agricultura, sobretudo do milho, feijão e abóbora. Praticavam também a caça e colecção para completar a sua dieta. 
Há vestígios de vários períodos de ocupação entre os anos 875 e 1450.